# Joan Gibert i Queraltó
Joan Gibert i Queraltó (Terrassa, Vallès Occidental, 29 de desembre de 1907 — Banyoles, Pla de l'Estany, 21 d'octubre de 1998) fou un metge català.
Fill d'un carnisser de terrassa, es traslladà a Barcelona, on treballà com a estibador i el 1930 es llicencià en medicina a la Universitat de Barcelona. L'Acadèmia de Ciències Mèdiques li va atorgar una beca per estudiar a París, Viena i Alemanya. L'esclat de la guerra civil espanyola el va sorprendre a l'estranger i en tornar es decantà pel bàndol franquista. El 1940 es doctorà a Madrid i el 1943 va obtenir la càtedra de patologia mèdica de la Universitat de Saragossa. El 1944 va obtenir la mateixa càtedra a la Universitat de Barcelona i poc després dirigí la Clínica Mèdica de l'Hospital Clínic de Barcelona. El 1952 fou nomenat director de l'Escola de Càrdioangiologia de la Universitat de Barcelona.
El 1955 fundà Archivos Españoles de Medicina Interna i el 1959 fou nomenat president d'honor de la Societat Espanyola de Cardiologia i director de la Colección Española de Monografías Médicas. De 1958 a 1966 va ser resident de l'Acadèmia de Ciències Mèdiques i de la Salut de Catalunya i de Balears i el 1961 va ingressar com a acadèmic numerari a la Reial Acadèmia de Medicina de Catalunya. De 1974 a 1978 fou director del Departament de Medicina Interna de la Facultat de Medicina de Barcelona i el 1991 fou escollit acadèmic numerari de la Reial Acadèmia Nacional de Medicina.